# Взрыв на заводе AZF
Взрыв на заводе AZF (фр. AZote Fertilisants) — техногенная катастрофа, произошедшая 21 сентября 2001 года на заводе азотных удобрений в Тулузе (фр.). По неизвестной причине взорвался ангар с 300 тоннами нитрата аммония, в результате чего погибло около 30 человек, тысячи людей пострадали, тысячи зданий и сооружений города были повреждены.

## Жертвы и разрушения
В 10 часов 17 минут 56 секунд 21 сентября 2001 года взорвался ангар 221 завода азотных удобрений (сокр. фр. AZF) на юге города Тулуза. Детонация 300 тонн нитрата аммония привела к образованию на месте ангара кратера глубиной около 5 метров и диаметром до 50 метров. Повреждения получили сооружения на территории AZF и соседних предприятий (завод располагался в промышленном районе). Также были повреждены многие жилые здания (27 000 квартир) и объекты социальной инфраструктуры. Материальный ущерб был оценён в 1,5 миллиарда евро. По разным данным, погибли от 29 до 31 человека, из них 21—22 на заводе AZF. Две с половиной тысячи человек получили серьёзные повреждения, ещё около восьми тысяч — лёгкие. В течение следующих 11 лет предприятие выплатило 16 тысячам пострадавших 2 миллиарда евро.

## Возможные причины и расследование
Нитрат аммония — популярное во Франции сельскохозяйственное удобрение. Он производится в результате реакции аммиака и азотной кислоты при температуре 160 °C и давлении 3 бар. Температура выше 195 °C может привести к распаду молекул и взрыву. Условия хранения нитрата аммония на складе AZF не до конца соответствовали технике безопасности, но сами по себе не могли вызвать взрыв. Выделялись следующие гипотезы относительно причин взрыва: взрыв на соседнем промышленном объекте, вызвавший детонацию содержимого ангара; пожар на данном складе другого химического соединения; умышленный подрыв вблизи склада взрывчатого устройства; попадание нитрата аммония в почву, и последовавшее за этим брожение; неизвестное науке старение вещества.
Согласно официальной версии, вина за катастрофу лежит на руководстве AZF, не обеспечившем безопасное хранение взрывоопасного вещества. В частности, вместе с нитратом аммония якобы хранилось хлоросодержащее соединение. Заводом AZF управляла компания Grande Paroisse (фр.), филиал Atofina, дочерней компании Total. В феврале 2009 года начался процесс над бывшими директорами Total (Тьерри Десмар) и AZF (Серж Бишлен), которых обвиняли в преступной халатности. В ноябре они были оправданы. Однако в сентябре 2012 года апелляционный суд отменил это решение, и Бишлен был приговорён к трём годам лишения свободы (из них 2 условно).
Многочисленные свидетельства позволили ряду специалистов утверждать, что детонация склада была спровоцирована другим, менее мощным взрывом. Сейсмические станции установили, что взрыв на AZF был сопоставим с землетрясением магнитудой 3,4. Очевидцы сообщили о двух взрывах с разницей в 8 секунд. Согласно официальным данным, второй взрыв был сейсмическим эхом. По другой версии, второй взрыв был значительно сильнее, и именно он является взрывом склада нитрата аммония. Первый же взрыв мог произойти на соседнем предприятии SNPE (фр., Национальное общество пороха и взрывчатых веществ), где в результате катастрофы погиб один работник. Другой причиной первого взрыва мог быть теракт, что косвенно подтверждают ряд свидетельств. Десятью днями ранее был совершён крупнейший террористический акт в США. В начале 2004 года преступная группировка, назвавшая себя AZF в честь катастрофы, угрожала правительству взрывами на транспорте, если им не заплатят выкуп.
Существуют сведения, что электричество отключилось ещё до взрыва; авария могла произойти на трансформаторе соседнего предприятия. Многие свидетели рассказывали об электрических потоках наподобие молний, которые могли образоваться при такой аварии и достигнуть ангара AZF.